# Brama Wałowa
Brama Wałowa – średniowieczna brama miejska w Stargardzie, na zachodnim Pomorzu.
Brama zbudowana w północno-wschodniej części obwarowań miejskich, u wyjazdu do Maszewa. Jedna z czterech średniowiecznych bram miasta, położona przy ul. Bolesława Chrobrego w Stargardzie. Brama Wałowa, kolegiata Mariacka i pozostałe mury obronne rozporządzeniem Prezydenta RP z dnia 17 września 2010 została uznana za pomnik historii.
Obecnie w Bramie Wałowej mieści się miejska galeria sztuki pod patronatem Stargardzkiego Stowarzyszenia Miłośników Sztuk Plastycznych Brama.

## Historia
Została zbudowana w 1439 roku, posiadała najbardziej rozbudowane przedbramie w Stargardzie. Nazwa pochodzi od wałów ziemnych usypanych przed zewnętrznymi murami miasta. W 1780 rozebrano przedbramie, a cegły przeznaczono na budowę młyna na Inie. Po zniszczeniach II wojny światowej została całkowicie odbudowana. Zrekonstruowano też część renesansową w górnej części budowli. Jest to jedyna w tym regionie brama miejska w stylu renesansowym z reliktami gotyku. 
Po wojnie pomieszczenia nad ostrołukowym przejazdem użytkowane były m.in. przez poradnię przeprowadzającą specjalistyczne badania kierowców.

## Architektura
Podstawa bramy w formie nieregularnego prostokąta (10x11 m), a jej wysokość wynosi 19,4 m. Od strony zewnętrznej wsparta jest do wysokości I pietra skarpami. Posiada dach dwuspadowy z sygnaturką z wieku XVII. Zbudowana jest z cegły, blend, a jej szczyt jest otynkowany. Górna część została nadbudowana w XVI w., otrzymując na wysokości I piętra pas blend firanowych. Szczyty wieży zostały przyozdobione pilastrami, gzymsami, półkoliście zamkniętymi blendami, zakończonymi w uskokach półkolistych tympanonami z szyszkami. Przejazd jest ostrołukowy z pozostałością szczeliny po bronie.

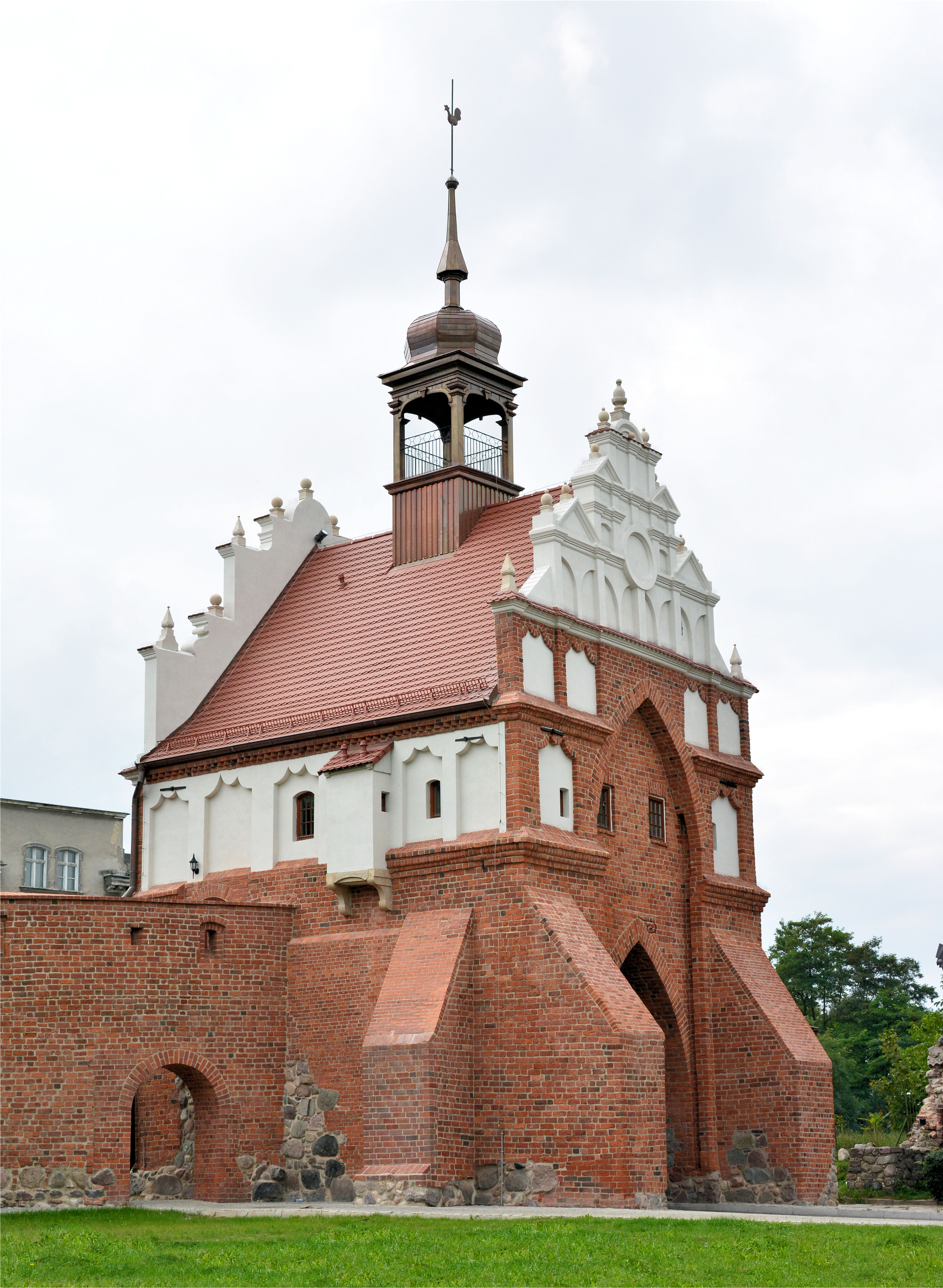
gotyckie przypory bramy
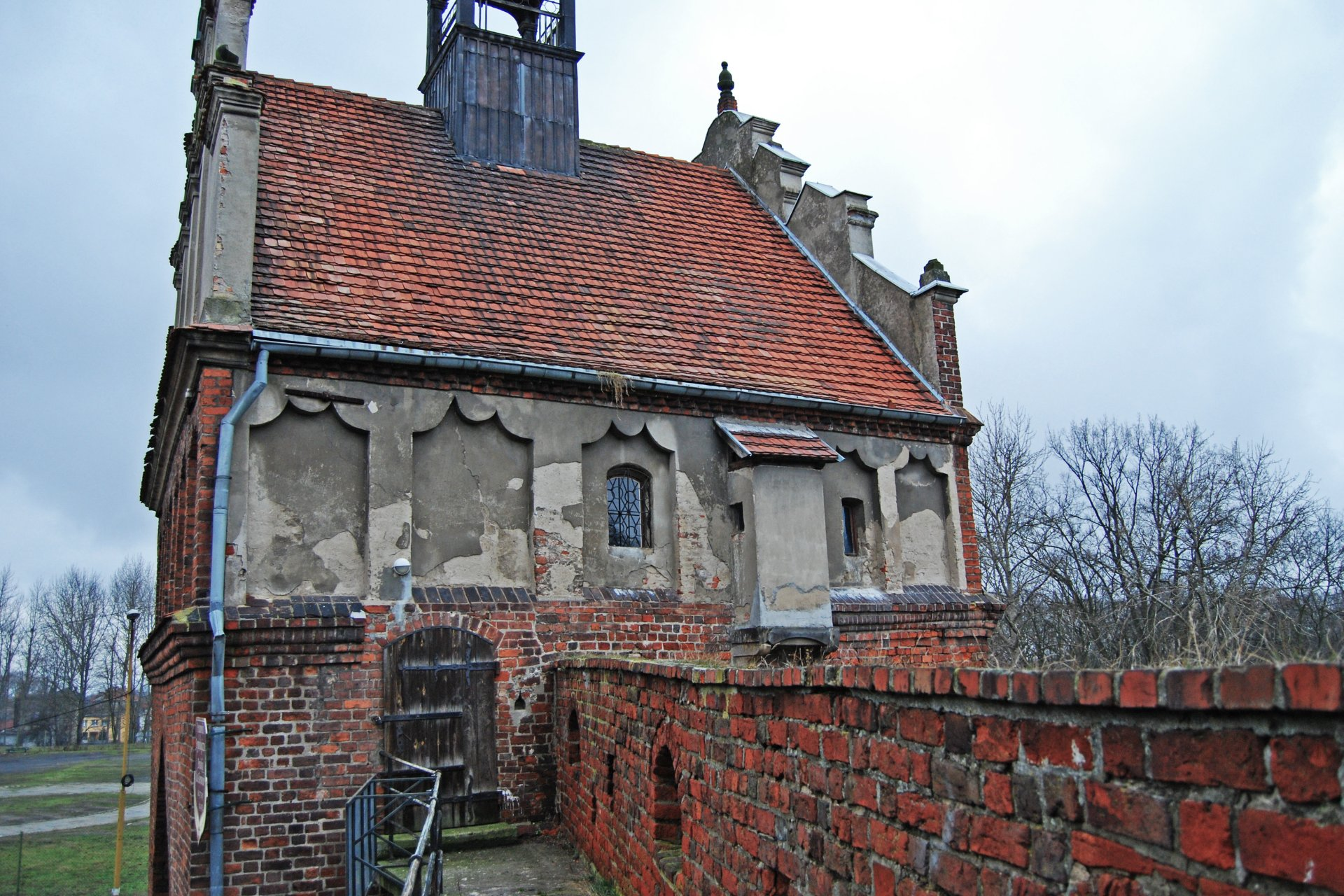
widok od strony murów miejskich
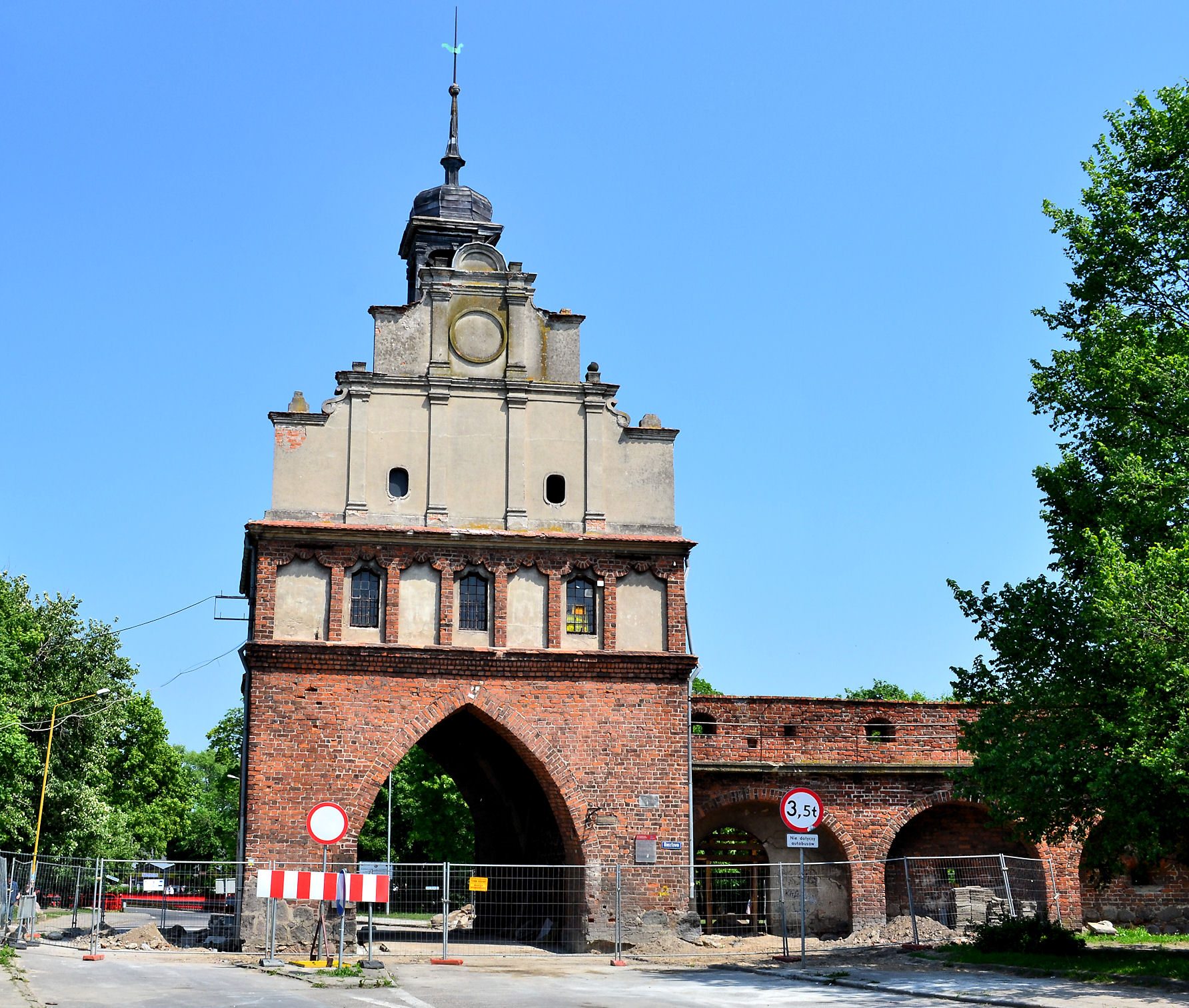
widok od frontu od strony miasta
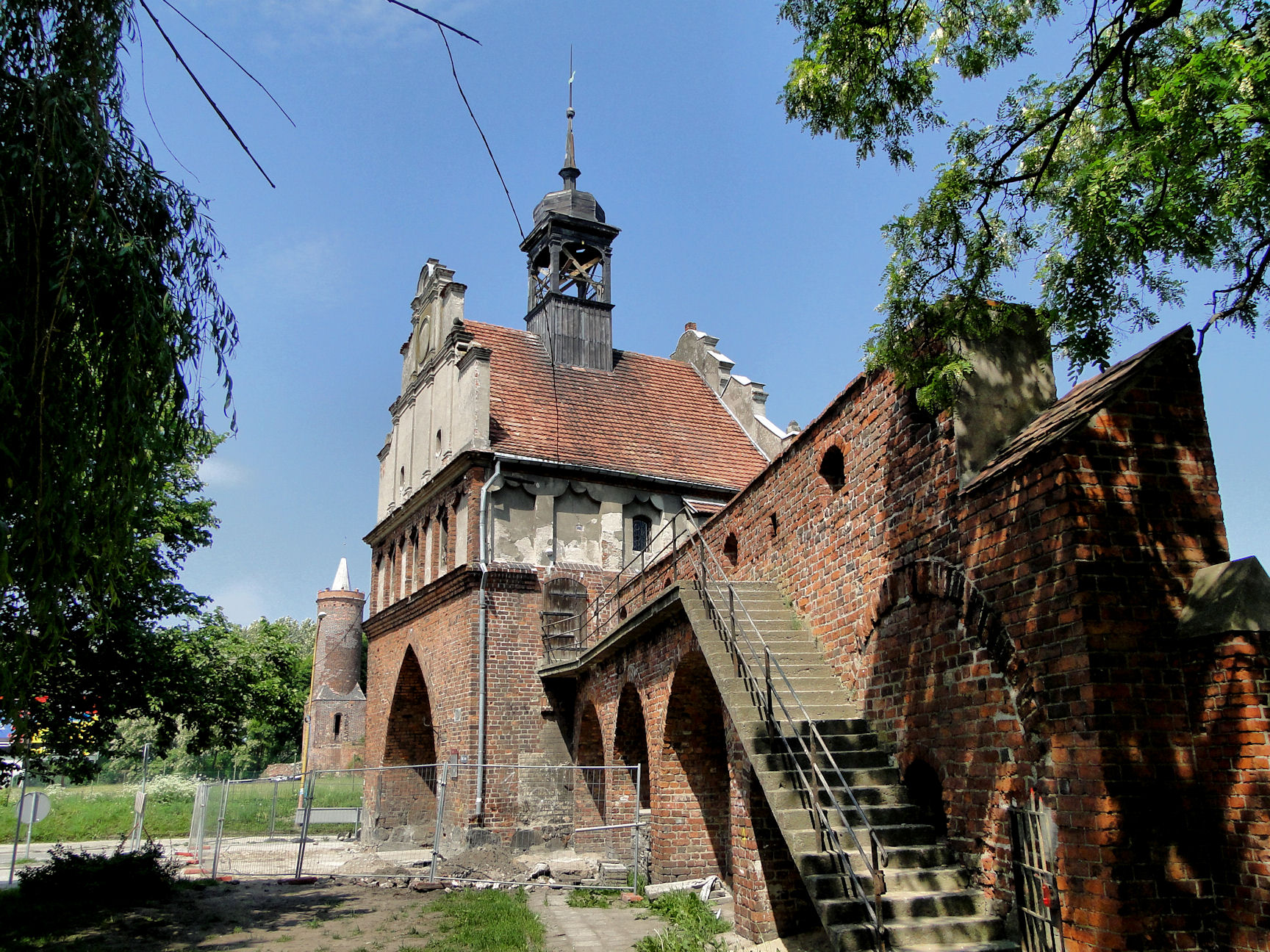
widok od strony wejścia do budowli
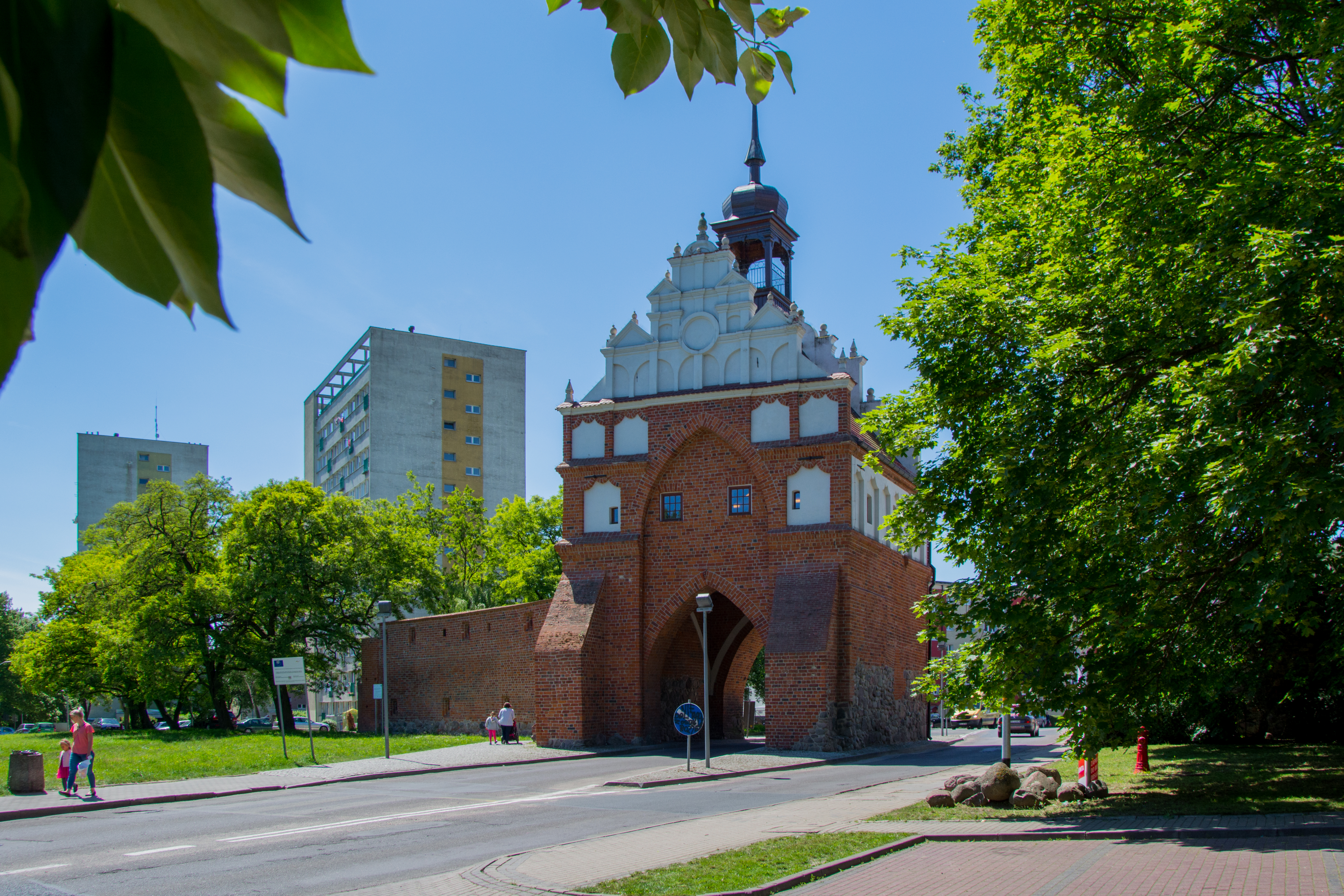
widok od tyłu, w tle osiedle mieszkaniowe